# كناري ديليا للتموين
شركة Delia's Canary Catering هي شركة تموين فرعية تابعة لشركة Norwich City FC 
تأسست الشركة عن طريق Delia Smith ، " لتدعم إيرادات النادي في جميع الأيام اذا كان هنك مباريات أو حتى إن لم يكن هناك مباريات. كان يجب اعادة تشكيل النطاقات تشمل الأجنحة لكي تحوي المطابخ والمطاعم والحانات ومناطق الضيافة . "